# Guanoxabenz
Il guanoxabenz è un composto antiipertensivo, un derivato della aminoguanidina, dotato di attività alfa agonista, che a livello del sistema nervoso centrale si lega al recettore α2 adrenergico. La molecola è un metabolita derivante dalla N-ossidazione di guanabenz.

## Farmacodinamica
L'azione antiipertensiva di guanoxabenz sembra essere mediata da una stimolazione dei recettori adrenergici alfa del sistema nervoso centrale (SNC), con una conseguente diminuzione del tono simpatico centrale, per inibizione a livello presinaptico di neuroni eccitatori la via simpatica. 
Il farmaco comporta un abbassamento della pressione arteriosa sistolica e diastolica ed una riduzione della frequenza cardiaca. La massima attività antiipertensiva si manifesta già 3 ore dopo la somministrazione del farmaco. L'effetto della molecola si protrae per 7-15 ore e si stabilizza generalmente con la terza giornata di terapia.

## Farmacocinetica
A seguito di somministrazione per via orale l'assorbimento del farmaco da parte del tratto gastrointestinale è rapido. La concentrazione plasmatica massima (Cmax) viene raggiunta circa 50 minuti (Tmax)dopo la somministrazione. Il farmaco oltrepassa la barriera ematoencefalica e si diffonde nel tessuto cerebrale e nel sistema nervoso centrale. Il metabolismo e la eliminazione non sono conosciuti.

## Usi clinici
Il composto trova indicazione nel trattamento dell'ipertensione arteriosa. Generalmente la molecola presenta una bassa incidenza di ipotensione posturale pertanto guanoxabenz può essere un buon sostituto di altri bloccanti adrenergici centrali gravati da questo effetto collaterale.

## Effetti collaterali e indesiderati
Durante terapia con guanoxabenz sono stati segnalati diversi effetti collaterali. I disturbi gastrointestinali più frequenti sono xerostomia, nausea, vomito, stipsi o diarrea, dolore addominale in particolare epigastrico.
Un numero elevato di pazienti riferisce un effetto sedativo caratterizzato da apatia, debolezza e sonnolenza, più raramente da cefalea, depressione e disturbi del sonno. Con minore frequenza si possono osservare ipotensione ortostatica e turbe delle funzioni sessuali. 
In generale gli effetti collaterali più rilevanti si manifestano in seguito alla assunzione di dosi superiori a 50–75 mg/die.

## Controindicazioni
Il farmaco è controindicato nei soggetti con ipersensibilità individuale nota al principio attivo oppure ad uno qualsiasi degli eccipienti della formulazione farmacologica.
È inoltre controindicato in caso di psicosi depressiva e deve essere somministrato con cautela in caso di pazienti affetti da sindrome di Raynaud.

## Dosi terapeutiche
Il guanoxabenz esiste in commercio in compresse da 25 mg a cessione protratta. L'usuale posologia iniziale nel soggetto adulto prevede la somministrazione di 12,5 mg 2 volte al giorno. 
La terapia di mantenimento è generalmente di 25–75 mg al giorno. In casi eccezionali sono stati somministrati fino a 150 mg/die. 
Nel paziente vasculopatico ed aterosclerotico la posologia standard deve essere ridotta.

Non è possibile interrompere bruscamente la somministrazione del farmaco. Qualora l'interruzione della terapia si renda necessaria, la stessa si deve realizzare gradualmente ricorrendo ad una posologia decrescente suddivisa nell'arco di più giorni.

## Sovradosaggio
In caso di intossicazione volontaria od accidentale il paziente manifesta i segni tipici di un generale depressione del simpatico, in particolare grave ipotensione, sonnolenza e letargia che possono tendere al coma, irritabilità, miosi, bradicardia e depressione respiratoria che giunge fino all'apnea.
Il trattamento d'emergenza deve essere istituito prima possibile e consiste nello svuotamento gastrico mediante aspirazione e lavanda gastrica, nella istituzione delle normali procedure di supporto alle funzioni vitali e nella somministrazione di fluidi e di farmaci analettici respiratori e vasopressori (α-simpaticolitici).
Il ricorso ad emetici, quali lo sciroppo di ipecacuana è da proscrivere.

## Interazioni
- Reserpina e barbiturici (fenobarbital, amobarbital ed altri): il trattamento di associazione con guanoxabenz può portare ad un potenziamento dell'effetto sedativo.
- Atropina, neurolettici e a-adrenolitici: la co-somministrazione con guanoxabenz è controindicata per il rischio di un effetto ipertensivo o di una riduzione dell'azione antiipertensiva.
- Antiipertensivi (guanetidina e ganglioplegici (trimetafano, esametonio, mecamilamina, pempidina,) la terapia di associazione con guanoxabenz può portare ad un aumento del rischio di ipotensione ortostatica.
- β-bloccanti (propranololo, metoprololo, bisoprololo ed altri): il trattamento di associazione con guanoxabenz può portare ad un aumento dell'effetto bradicardizzante.
- Antidepressivi ed inibitori della monoaminossidasi: è necessario usare prudenza nella terapia di associazione per il rischio di ipotensione ortostatica.

## Avvertenze
La sostituzione del guanoxabenz con altro agente antiipertensivo, con l'unica eccezione della clonidina, non può essere immediata ma deve essere effettuata attraverso una progressiva e graduale riduzione delle dosi.

Per il rischio che si possa manifestare sonnolenza, è opportuno evitare l'assunzione del farmaco prima di porsi alla conduzione di un autoveicolo o di un macchinario.